# Baruntse
Baruntse er et bjerg i Makalu Baruns nationalpark i Nepal. Toppen ligger på 7 162 meter over havet og indgår i den del af Himalaya som kaldes Mahalangur Himal.

## Beskrivelse
Baruntse er et symmetrisk bjerg, med fire forskellige kamme omgivet af gletsjere, mod syd af Hunku glacier, mod øst af Barun glacier og mod nordvest af Imja glacier. Tre af bjergryggerne former et Y fra Cho Polu (6695 m.o.h.) i nord.
Baruntse ligger i Solukhumbu- og Sankhuwasabha-distrikterne. De nærmeste bjerge er Amphu, Num Ri, Cho Polu, Hongku Chuli og Island Peak, med stigende afstande. Bjerget er afvandingsområde til Ganges og dermed til Den Bengalske Bugt.
Bjerget indgår som del i Makalu Baruns nationalpark i det beskyttede Sacred Himalayan Landscape, som hovedsageligt ligger i Nepal, men som også strækker sig ind i Sikkim og Darjeeling i Indien

## Klatrehistorie
En New Zealand ekspedition var den første til at bestige Baruntse. Det skete under en udforskningen af området syd og øst for Mount Everest. Nitten bjergtoppe på mere end 6000 m.o.h steg, hvor af Baruntse og Pethangtse var de højeste. Ekspedition ledes af Edmund Hillary og bestod af Charles Evans, George Lowe, samt yderligere seks newzealandske bjergbestigere Bill Beaver, Norman Hardie, Jim McFarlane, Colin Todd, Geoff Harrow, og Brian Wilkins og en læge fra England, Michael Ball.
Baruntse indebar en svær isklatring, som krones med succes den 30. maj 1954 da Todd og Harrow nåede toppen. Dagen efter, den 1. juni, nåede Beaver og Lowe også toppen.
I 2010 omkom Chhewang Nima, som besteget Mount Everest 19 gange, under en ekspedition på Baruntse. Nima blev taget af et sneskred på omkring 7000 meters højde.
Bjerget bestiges sædvanligvis fra syd, så bjergbestigere akklimatiseres til at klatre Mera Peak og derefter komme til base camp af Baruntse. Den såkaldte sydøstlige rute er veludforsket, men iset og svær at bestige, og med overhængende laviner. Bjerget bestiges derfor ofte om foråret, i april og maj, selvom der også er blev opnået en succesfuld klatring i efteråret.